# North Sentinel Island
North Sentinel Island is een klein eiland van de Andamanen in de Baai van Bengalen, ten westen van het zuidelijke gedeelte van Zuid-Andaman. Het eiland heeft een oppervlakte van bijna 60 km² en valt bestuurlijk gezien onder het unieterritorium Andamanen en Nicobaren, dat weer onder India valt. Het grootste deel van het eiland is bebost en het wordt omgeven door koraalriffen.
De inheemse bevolking van het eiland weigert elk contact met de buitenwereld. De Sentinelezen behoren tot de laatste groepen geïsoleerde volkeren ter wereld die nog niet zijn beïnvloed door de moderne beschaving. Ze leven als jager-verzamelaars. Hoewel er in het verleden enkele malen vreedzaam contact is geweest door het aanbieden van kokosnoten, worden buitenstaanders over het algemeen met veel geweld op afstand gehouden of verjaagd. De Indiase overheid bemoeit zich op geen enkele wijze met hen waardoor zij in feite volledig onafhankelijk zijn. Daarbij is er sinds 1996 een volledig toegangsverbod ingesteld voor het eiland en de omliggende zee binnen een straal van 3 zeemijl. Dit ter bescherming van de cultuur van de Sentinelezen, om gewelddadigheden te voorkomen en omdat bacteriën en virussen die normaal niet erg schadelijk zijn, voor de eilandbewoners door gebrek aan afweerstoffen wel een dodelijk effect kunnen hebben.

## Wapens
De inheemse bevolking heeft, door de manier van leven, geen hedendaagse wapens, maar gebruikt nog wapens zoals speren en pijl en boog.

## Voorvallen
- 1981 – Een vrachtschip genaamd Primrose strandde in augustus 1981 aan de noordwestkant van het eiland. Aanvankelijk werd geoordeeld dat er geen direct gevaar was en werd er normaal om hulp gevraagd. Toen de eerste Sentinelezen aan het strand verschenen dacht de bemanning dat het een reddingsteam was, maar de vreugde sloeg om toen duidelijk werd dat het om primitief gewapende mannen ging. Op dat moment werd er een noodbericht verzonden. De Sentinelezen konden het wrak moeilijk bereiken, wat een helikopter de tijd gaf om de bemanning te redden. Hierna hebben de Sentinelezen materiaal van het wrak gebruikt om hun wapens te verbeteren. Het wrak van de Primrose is nog steeds zichtbaar op Google Maps.[1]
- 2004 – Een helikopter die na de tsunami van 2004 het eiland kwam inspecteren, op zoek naar overlevenden, werd beschoten (met pijl en boog).
- 2006 – Twee op het eiland gestrande vissers werden door de lokale bevolking gedood.[2]
- 2018 – De Amerikaanse zendeling John Allen Chau ging aan land om de lokale bevolking te bekeren tot het christendom, maar werd aangevallen en moest vluchten. Bij een nieuwe poging werd hij gedood en vervolgens op het strand begraven.[3]
- 2025 – Een Amerikaanse vlogger, Mykhailo Viktorovych Polyakov, ging aan land desondanks het verbod. Hij probeerde de aandacht van de stam te trekken via een fluitje en liet een kokosnoot en een blikje cola achter. Hij verbleef 5 minuten op het eiland en vertrok. Hij werd kort na het vertrek door de Indiase politie gearresteerd.